# Spider-Man 3: Music From And Inspired By
«Spider-Man 3: Music From And Inspired By» es un álbum de banda sonora de varios artistas, perteneciente a la película Spider-Man 3 (2007) de Sam Raimi, lanzado el 1 de mayo de 2007 por medio de Record Collection.
A diferencia de sus predecesores, el álbum no incluye ninguno de los temas compuestos por Christopher Young, además de ser el único lanzamiento de banda sonora para la película, puesto que tampoco se lanzó por separado el trabajo completo de Young.
Fue producido por Dave Sardy, Lia Vollack y Jordan Tappis, y precedido por un sencillo, el tema «Signal Fire» de la banda de rock británica Snow Patrol.

## Composición
A diferencia de los dos primeros lanzamientos de la banda sonora de Spider-Man, el álbum no presenta ninguno de los temas de la película compuestos por Christopher Young. El concepto completo de esta banda sonora es que cada canción fue escrita (o grabada en el caso de The Flaming Lips) exclusivamente para la banda sonora, con la excepción del éxito de 1960 de Chubby Checker «The Twist». Sin embargo, el álbum no incluye la canción de James Brown «People Get Up and Drive Your Funky Soul», que suena en la película durante la escena en la que Peter, bajo la influencia del simbionte, se pavonea y baila en la calle.
Al igual que sus predecesores, solamente algunos temas llegaron a aparecer dentro de la película, destacando «Pleased To Meet You» de Wolfmother y «The Twist» de Chubby Checker (ambos como música diegética), mientras que el sencillo principal de la película, «Signal Fire» de Snow Patrol, «Move Away» de The Killers y «Falling Star» de Jet, aparecen únicamente en los créditos finales de la película.

## Promoción
El álbum fue anunciado en diferentes ediciones, destacando principalmente un Vinilo que mostraba una portada alternativa al de la edición estándar en formato CD y digital, con ambos discos de vinilo en color rojo y negro. Además, tuvo cuatro ediciones limitadas como disco ilustrado, en donde incluían en ambos lados diferentes imágenes promocionales de la película, presentando al traje rojiazul y el traje negro alienígena de Spider-Man, a Harry Osborn como el Nuevo Duende, Mary Jane Watson durante la pelea final de la película, la transformación de Eddie Brock en Venom, etc.
La edición especial del álbum estuvo disponible únicamente en el sitio web de la banda sonora. Contiene una pista adicional: Una versión del tema de Spider-Man (Interpretado por The Flaming Lips), un libro de tapa dura en relieve de 32 páginas con fotogramas de la película y cinco tarjetas coleccionables de la película, dentro de una caja de 8x8, hecha a partir de una réplica de uno de los trajes negros de goma de Spider-Man.
La versión digital estuvo disponible para pre-orden en iTunes, agregando como bonus track la versión de «Theme from Spider-Man» por The Flaming Lips.

## Lista de canciones
| Spider-Man 3: Music From And Inspired By: Edición Estándar |                                                          |                    |          |  |
| N.º                                                        | Título                                                   | Artista(s)         | Duración |  |
| 1.                                                         | «Signal Fire»                                            | Snow Patrol        | 4:26     |  |
| 2.                                                         | «Move Away»                                              | The Killers        | 3:52     |  |
| 3.                                                         | «Sealings»                                               | Yeah Yeah Yeahs    | 4:32     |  |
| 4.                                                         | «Pleased To Meet You»                                    | Wolfmother         | 4:44     |  |
| 5.                                                         | «Red River»                                              | The Walkmen        | 2:52     |  |
| 6.                                                         | «Stay Free»                                              | Black Mountain     | 4:27     |  |
| 7.                                                         | «The Supreme Being Teaches Spider-Man How To Be In Love» | The Flaming Lips   | 3:25     |  |
| 8.                                                         | «Scared Of Myself»                                       | Simon Dawes        | 4:54     |  |
| 9.                                                         | «The Twist»                                              | Chubby Checker     | 2:35     |  |
| 10.                                                        | «Sightlines»                                             | Rogue Wave         | 3:39     |  |
| 11.                                                        | «Summer Day»                                             | Coconut Records    | 2:05     |  |
| 12.                                                        | «Falling Star»                                           | Jet                | 3:34     |  |
| 13.                                                        | «Portrait Of A Summer Thief»                             | Sounds Under Radio | 4:15     |  |
| 14.                                                        | «A Letter From St. Jude»                                 | The WYO's          | 4:11     |  |
| 15.                                                        | «Small Parts»                                            | The Oolas          | 3:38     |  |
| 57:09                                                      |                                                          |                    |          |  |

| Spider-Man 3: Music From And Inspired By: Edición de Apple Music |                         |                  |          |  |
| N.º                                                              | Título                  | Artista(s)       | Duración |  |
| 16.                                                              | «Theme from Spider-Man» | The Flaming Lips | 2:28     |  |
| 59:37                                                            |                         |                  |          |  |

| Spider-Man 3: Music From And Inspired By: Edición Int'l Deluxe |                                                          |                    |          |  |
| N.º                                                            | Título                                                   | Artista(s)         | Duración |  |
| 1.                                                             | «Signal Fire»                                            | Snow Patrol        | 4:26     |  |
| 2.                                                             | «Move Away»                                              | The Killers        | 3:52     |  |
| 3.                                                             | «Sealings»                                               | Yeah Yeah Yeahs    | 4:32     |  |
| 4.                                                             | «Pleased To Meet You»                                    | Wolfmother         | 4:44     |  |
| 5.                                                             | «Cut Off The Top» (Timo Maas Dirty Rocker Remix)         | Beatsteaks         | 3:03     |  |
| 6.                                                             | «Red River»                                              | The Walkmen        | 2:52     |  |
| 7.                                                             | «Stay Free»                                              | Black Mountain     | 4:27     |  |
| 8.                                                             | «The Supreme Being Teaches Spider-Man How To Be In Love» | The Flaming Lips   | 3:25     |  |
| 9.                                                             | «Scared Of Myself»                                       | Simon Dawes        | 4:54     |  |
| 10.                                                            | «The Twist»                                              | Chubby Checker     | 2:35     |  |
| 11.                                                            | «Sightlines»                                             | Rogue Wave         | 3:39     |  |
| 12.                                                            | «Summer Day»                                             | Coconut Records    | 2:05     |  |
| 13.                                                            | «Falling Star»                                           | Jet                | 3:34     |  |
| 14.                                                            | «Portrait Of A Summer Thief»                             | Sounds Under Radio | 4:15     |  |
| 15.                                                            | «A Letter From St. Jude»                                 | The WYO's          | 4:11     |  |
| 16.                                                            | «Small Parts»                                            | The Oolas          | 3:38     |  |
| 1:00:12                                                        |                                                          |                    |          |  |

## Créditos
Adaptados del booklet de «Spider-Man 3: Music From And Inspired By (Int'l Version)»
Signal Fire
- Interpretado por Snow Patrol.
- Letras por Gary Lightbody.
- Música por Nathan Connolly, Gary Lightbody, Tom Simpson, Jonathan Quinn y Paul Wilson.
- Publicado por Big Life Music Ltd. (PRS) y Colpix Music, Inc. (BMI) admin. en los E.U y Canadá por Songs Of Windswept Pacific (BMI).
- Producido por Jacknife Lee.
- Mezclado por Cenzo Townshend.
- Ingeniería por Jon Gray, Jacknife Lee, Sam Bell, Ryan Castle y Greg Fidelman.
- Sesión Extra de Voz y Guitarra Producida por D. Sardy.
- Asistido por Dani Castelar y Cameron Barton.
- Edición por Sam Bell y Andy Brohard.
- Asistente de Mezcla: Neil Comber.
- Grabado en “The Garage”,  “Grouse Lodge” y “Hillside Manor”.
- Cuerdas Grabadas en “Angel Studios”.
- Mezclado en “Olympic Studios”.
- Editado por Nigel Walton en “The Edit Suite”.

Snow Patrol
- Gary Lightbody: Voz y Voces de Fondo.
- Nathan Connolly: Guitarra.
- Paul Wilson: Bajo.
- Tom Simpson: Teclados.
- Jonny Quinn: Batería.

Músicos Adicionales
- Jacknife Lee: Guitarra Adicional, Teclados y Programación.
- Stephen Price: Arreglo de cuerdas.
- Adrian Bradbury, David Daniels, Rebecca Gilliver y Zoe Martlew: Cello.
- Leon Bosch y Stephen Williams: Contrabajo.
- Clare Finnimore, Matthew Souter, Tim Grant y Vicci Wardman: Violas.
- Cathy Thompson, Charles Sewart, Corina Belcea, Jonathan Evan Jones, Jonathan Morton, Morven Bryce, Patrick Kiernan, Pauline Lowbury, Thomas Kemp y Ursula Gough: Violines I.
- Deborah Widdup, Dermot Crehan, Emlyn Singleton, Helen Patterson, Karin Leishman, Natalia Bonner, Richard George, Stephen Morris, Tom Piggot-Smith y Warren Zielinski: Violines II.

Cortesía de Fiction Records
℗ 2007 Polydor Ltd. (U.K.)
Move Away
- Interpretado por The Killers.
- Escrito por Brandon Flowers, Dave Keuning y Mark Stoermer.
- Publicado por Universal - Polygram Int. Publ., Inc. (ASCAP).
- Producido por Flood y Alam Moulder con The Killers.
- Mezclado por D. Sardy.
- Producción Adicional por Dave Sardy.
- Ingeniero de Mezcla: Greg Fidelman.
- Edición por Andy Brohard.
- Segundo Ingeniero: Cameron Barton.
- Grabado en “Hillside Manor”.
- Mezclado en “Hillside Manor”.
- Teclados por Jason Falkner.

Cortesía de The Island Def Jam Music Group
℗ 2007 The Island Def Jam Music Group
Sealings
- Interpretado por Yeah Yeah Yeahs.
- Escrito por Karen Orzolek, Nick Zinner y Brian Chase.
- Publicado por Chrysalis Songs (BMI).

Cortesía de Interscope Records/Polydor Ltd. (U.K.), bajo licencia de Universal Music Enterprises
℗ 2007 Interscope Records/Polydor Ltd. (U.K.)
Pleased To Meet You
- Interpretado por Wolfmother.
- Escrito por Andrew Stockdale.
- Arreglo por Wolfmother.
- Publicado por Wolfmother Pty Ltd. (BMI)/Colpix Music, Inc., admin, por Sony/ATV Songs LLC (BMI).
- Producido y Mezclado por D. Sardy.
- Ingeniería por Andy Brohard y Greg Gordon.
- Segundo Ingeniero: Cameron Barton, Graham Hope y Dean Maher.
- Grabado en “Sunset Sound”, “The Warehouse Studio” y “Hillside Manor”.
- Mezclado en “Hillside Manor”.

Cortesía de Modular Recordings Pty. Ltd.
℗ 2007 Modular Recordings Pty. Ltd.
Cut Off The Top (Timo Maas Dirty Rocker Remix)
- Interpretado por Beatsteaks.
- Escrito por Arnim Teutoburg-Weiss, Bernd Kurtzke, Peter Baumann-Duese, Thomas Götz y Torsten Scholz.
- Publicado por Warner Chappell.
- Producido por Moses Schneider.
- Remezclado por Timo Maas y Martin Buttich en NYC.

Cortesía de Warner Music Germany
℗ 2007 Warner Music Germany Holding GmbH, A Warner Music Group Company
Red River
- Interpretado por The Walkmen.
- Escrito por The Walkmen.
- Publicado por Les Bambo, Inc. (ASCAP)
- Producido por The Walkmen.
- Mezclado por D. Sardy.
- Producción Adicional por D. Sardy.
- Ingeniería por John Agnello.
- Ingeniero de Mezcla: Ryan Castle.
- Segundo Ingeniero: Cameron Barton, Chris Decocco y James Frazaa.
- Grabado en “Walter Music”.
- Mezclado en “Hillside Manor”.

℗ 2007 Record Collection
Stay Free
- Interpretado por Black Mountain.
- Escrito por Black Mountain.
- Publicado por Your Bad Evening's Music en los E.U. (BMI/SOCAN), Rough Trade para el mundo fuera de los E.U. (BMI/SOCAN).
- Producido y Mezclado por D. Sardy.
- Ingeniería por Ryan Castle.
- Ingeniero de Mezcla: Ryan Castle.
- Segundo Ingeniero: Clifton Allen.
- Mezclado en “Sunset Sound”.

Cortesía de Jagjaguwar Records
℗ 2007 Jagjaguwar Records
The Supreme Being Teaches Spider-Man How To Be In Love
- Interpretado por The Flaming Lips.
- Escrito por The Flaming Lips.
- Publicado por Lovely Sorts of Death/EMI Blackwood Music Inc. (BMI).
- Producido por The Flaming Lips, Dave Fridmanm y Scott Booker.
- Ingeniería por Trent Bell.

Cortesía de Warner Bros. Records Inc.
℗ 2007 Warner Bros. Records Inc.
Scared Of Myself
- Interpretado por Simon Dawes.
- Escrito por Black Mills y Taylor Goldsmith.
- Publicado por Music Of Stage Three/Champion Underwood Songs/Sandy's Ice Cream Parior Songs (BMI) Admin. por Stage Three Music (U.S.) Inc.
- Producido y Mezclado por D. Sardy.
- Ingeniería por Greg Gordon.
- Ingeniero de Mezcla: Ryan Castle.
- Segundo Ingeniero: Cameron Barton y Clifton Allen.
- Grabado en “Sunset Sound” y “Hillside Manor”.
- Mezclado en “Hillside Manor”.

℗ 2007 Record Collection
The Twist
- Interpretado por Chubby Checker.
- Escrito por Henry Ballard.
- Publicado por Fort Knox Music Inc. (BMI) y Trio Music Company (BMI).

Cortesía de ABKCO Records & Records, Inc.
℗ 2006 ABKCO Records & Records, Inc.
Sightlines
- Interpretado por Rogue Wave.
- Escrito por Zack Rogue.
- Publicado por Clean Your Homefish Music (BMI).
- Producido y Mezclado por D. Sardy.
- Ingeniería por Ryan Castle y Andy Brohard.
- Ingeniero de Mezcla: Ryan Castle.
- Segundo Ingeniero: Cameron Barton y  Clifton Allen.
- Grabado en “Sunset Sound”.
- Mezclado en “Hillside Manor”.
- Teclados: Jason Falkner.

Cortesía de Responsive Recordings
℗ 2007 Responsive Recordings
Summer Day
- Interpretado por Coconut Records.
- Escrito por Jason Schwartzman.
- Publicado por Beaucoup Bucks (ASCAP).
- Producido por Michael Einziger.
- Mezclado por Brendan O'Brien.

Cortesía de Young Baby Records
℗ 2007 Young Baby Records
Falling Star
- Interpretado por Jet.
- Escrito por Nic Cester y Chris Cester.
- Publicado por Famous Music, LLC (ASCAP)/Get-Jet Music, admin. por Famous Music LLC (ASCAP) excepto en Australia y Nueva Zelanda Publicado por Universal Music Pty Ltd. (APRA) / New Columbia Pictures Music, Inc., admin. por Sony/ATV Tunes LLC (ASCAP).
- Producido y Mezclado por D. Sardy.
- Ingeniería por Ryan Castle y Andy Brohard.
- Voces Grabadas por Justin Stanley.
- Edición Vocal y Protools: Ryan Castle y Andy Brohard.
- Segundo Ingeniero: Cameron Barton y Graham Hope.
- Grabado en “Hillside Manor” y “Sunset Sound”.
- Mezclado en “Hillside Manor”.

Cortesía de Atlantic Records
℗ 2007 Atlantic Recording Corp. for the United States, Real Horrorshow Pty. Ltd. for Australia & New Zealand and WEA International, Inc. for the World excluding the United States, Australia & New Zealand.
Portrait Of A Summer Thief
- Interpretado por Sounds Under Radio.
- Escrito por Lang Freeman, Sonny Sanchez, Bradley Oliver y Douglas Wilson.
- Publicado por  SURMUSIC (BMI).
- Producido y Grabado por Will Hoffman.
- Mezclado por D. Sardy.
- Producción Adicional por D. Sardy.
- Ingeniero de Mezcla: Ryan Castle.
- Edición por Andy Hrohard
- Segundo Ingeniero: Cameron Barton.
- Mezclado en “Hillside Manor”.

Cortesía de SURMUSIC. Por acuerdo con Coda Music.
℗ 2007 SURMUSIC
A Letter From St. Jude.
- Interpretado por The WYO'S.
- Escrito por Rory Charlile y Daragh Dukes.
- Publicado por Big Life Music Ltd. (PRS).
- Producido por Rory Charlile y Ali Station.
- Grabado en “W.Y.O. Studios” (Dublin, Irlanda).
- Mezclado por Ali Station.

The WYO's
- Daragh Dukes: Voz, Guitarra y Trompeta.
- Rory Charlile: Guitarra, Teclados, Bajo y Programación.
- Breifne Considine: Violín y Viola.
- Doug Murray: Batería y Piano.
- Simon J. Alpin: Lap Steel, Guitarra y Voces de Fondo.
- Jake Tinley: Bajo y Voces de Fondo.

Cortesía de Zuma Recordings Ltd.
℗ 2007 Zuma Recordings Ltd.
Small Parts
- Interpretado por The Oolas.
- Escrito por Greg Eklun, Mark Eklund y Olivia Stone.
- Publicado por 85 Barn Hill/Cracknaps/Matilda Lavendar (BMI).

Cortesía de Stolen Transmission. Bajo licencia de Universal Music Enterprises.
℗ 2006 Stolen Transmission, L.L.C.
Notas
1. ↑  Adaptado del booklet de «Throw Your Arms Up To Heaven».[11]

## Listas de Popularidad
| Lista (2007)                   | Máxima Posición |
| ------------------------------ | --------------- |
| Estados Unidos (Billboard 200) | 33              |
| Top Soundtracks                | 2               |